# Mbuluzi
Der Mbuluzi (auch: iMbuluzi, Umbeluzi) ist einer der Hauptflüsse von Eswatini. Er verläuft nach Osten, durchquert auch Mosambik und mündet in der Maputo Bay in die Maputo-Bucht.

## Geographie
Es gibt zwei Hauptquellen des Flusses, eine im Highveld nördlich von Mbabane im Graystone Eco Park. Dort entspringt der Black Mbuluzi und verläuft kurz nach Norden, bevor er nach Osten umbiegt, und in windungsreichem Verlauf nach Osten bis zur Grenze von Manzini verläuft. Er durchquert den Hlane Royal National Park. Von da an dient er auf weiten Strecken als Grenzfluss, bis er in den Mnjoli-Stausee mündet. Im Middleveld von Lubombo windet er sich zunächst nach Norden und Osten, bevor er bei Tabankulu, in der Nähe der Zuckerplantagen von Mhlume mit seinem südlichen Quellfluss, dem iMbuluzane zusammenfließt.
Die Quelle des White Mbuluzi (imbuluzane) befindet sich im Middleveld bei Manzini (⊙ auf 770 m über dem Meer). Dieser Zufluss tritt früher ins Middleveld ein, verläuft ebenso windungsreich wie sein nördlicher Bruder nach Nordnordosten und bildet etwa 6 km südlich des Mnjoli-Stausees kurzzeitig auch die Grenze zwischen Manzini und Lubombo. Dann verläuft er weiter nach Nordosten, um mit dem „Schwarzen Mbuluzi“ zusammenzufließen.
Von da an windet sich der Fluss weiter nach Osten und nimmt östlich von Tabankulu noch den Tsambokhulu auf, der von links und Norden zufließt. Kurz nach dieser Einmündung durchschneidet der Fluss die Berge von Umbeloosi Poort und fließt durch das Naturschutzgebiet Shewula Nature Reserve. Dort mündet auch von Süden und rechts der Mlaula River.
Kurz danach quert er die Grenze zu Mosambik, woraufhin der Fluss ins Lowveld eintritt. Dort heißt er dann Umbeluzi und speist den Pequenos-Libombos-Stausee. Vom Austritt aus dem Stausee fließt er weiter nach Nordosten und mündet, wie auch der Tembe und der Matola, südlich von Maputo über das Espírito Santo Ästuar in die Maputo Bay.

## Hydrometrie
Der Umbeluzi wird stark zur Bewässerung genutzt. Am Pequenos Libombos-Damm, bei etwa 70 % des Einzugsgebietes, wurde der Zustrom und der Abfluss des Stausees in m³/s gemessen (Werte aus Diagramm abgelesen)